# پرقاش
پرقاش (به اسپانیایی: Parqash) یک کوه در پرو است که در Peru, Lima Region, Huaral Province واقع شده‌است. پرقاش ۵٬۰۰۰ متر بالاتر از سطح دریا واقع شده‌است.